# Striga aequinoctialis
Striga aequinoctialis ist eine Pflanzenart aus der Gattung Striga in der Familie der Sommerwurzgewächse (Orobanchaceae).

## Beschreibung
Striga aequinoctialis ist bis zu 50 cm hoch werdende, parasitäre, ausdauernde Pflanze. Sie ist schlank, unbehaart und meist nicht verzweigt oder mit zwei oder drei Zweigen in der Mitte des Stängels versehen. Der Stängel ist geflügelt. Die Laubblätter haben eine Größe von 10 bis 24 × 1 (selten bis 2) mm. Sie sind fast fadenförmig, sitzend, stehen kreuzständig, aufsteigend und sind kürzer als die Internodien. Die Aderung ist undeutlich.
Die Blüten stehen kreuzständig in einem offenen, ährenartigem Blütenstand, der kürzer als der vegetative Spross ist. Der Blütenstand wird von zwei Tragblättern begleitet, die  eine Größe von 4 bis 6 (selten bis 12) × 1 (selten bis 2) mm. Sie sind linealisch geformt, am ganzrandigen Rand steifhaarig behaart, eingebogen und länger als der Kelch. Dieser ist fünfrippig, 3 bis 4 mm lang, die Kelchröhre ist 2 bis 2,5 mm lang, die fünf Kelchzipfel sind ungleichmäßig, lanzettlich, 1 bis 2 mm lang und etwas kürzer als die Kelchröhre. Die Krone ist blass malvenfarbig. Die Kronröhre ist 10 bis 12 mm lang, gebogen und oberhalb des Kelchs erweitert und mit rückwärtsgerichteten Trichomen besetzt. Die Lappen der Unterlippe sind 3 bis 7 × 2 bis 3 mm groß, eiförmig und nach vorn hin spitz. Die Oberlippe ist 3 bis 5 × 4 bis 7 mm groß, leicht eingeschnitten und nach vorn hin stumpf.

## Vorkommen
Das Verbreitungsgebiet der Art beschränkt sich auf das feuchte, bergige Grasland des tropischen Westafrikas. Sie ist aus Guinea, Sierra Leone, Liberia und der Elfenbeinküste bekannt. Eine einzige bekannte Sammlung außerhalb Westafrikas stammt aus Angola.